# Neocollyris discretegrossesculpta
Neocollyris discretegrossesculpta es una especie de escarabajo del género Neocollyris. Fue descrita científicamente por W. Horn en 1942.
Se distribuye por Vietnam. Mide aproximadamente 13,7 milímetros de longitud. Se ha registrado a elevaciones de 700-1000 metros.